# ストリート・ダンサー
ストリート・ダンサー（STREET DANCER）は、日本のロック・バンド。

## 略歴
1983年ヤマハ主催のコンテスト・EastWestシニア部門特別賞受賞。
横浜銀蝿の嵐ヨシユキの事務所に所属。自主制作盤「平和な日本でよかったね」を発売。1986年1月10日、SMSレコード/嵐レコードより「サイテー男にご用心!!」でメジャー・デビュー。同曲はイメージに明石家さんまを起用したスズキハイパースクーター「Hi」のCMソングとして、続く第2弾シングル「身のほど知らずの恋」は花王ピュアシャンプーのCMソングとして使用された。
1987年BMGビクターに移籍。関西テレビ「上海紅鯨団が行く」のエンディングテーマソング「渚のCCC」をリリース。同年、関西テレビ「ねるとん紅鯨団」のエンディングテーマソング「だから帰らない」をリリース。
1989年4月4日、アミーゴ中村脱退。その後、それぞれのソロ活動が中心となり、1991年3月30日、解散。

## ディスコグラフィー

### シングル
- 平和な日本でよかったね /B面 セクシーキャット
- サイテー男にご用心!! （スズキスクーター「Hi」CMソング） / B面 涙で踊れない
- 身のほど知らずの恋 （花王「ピュアシャンプー」CMソング） / B面 SEXY CAT
- あぶないセンセーション / B面 パヤパ
- 渚のCCC（関西テレビ『上海紅鯨団が行く』テーマソング） / B面 君しかYea!Yea
- だから帰らない（関西テレビ『ねるとん紅鯨団』エンディング） / B面 朝までBe with You

### アルバム
- 『ハイッ!』
  - A面
    1. サイテー男にご用心!!
    2. 身のほど知らずの恋
    3. あぶないセンセーション

  - B面
    1. シャンデリア Night
    2. 風にさそわれてDay Tripper
    3. HEY, KOHSUKE!